# SL-1
SL-1 è stato un reattore nucleare sperimentale dell'esercito degli Stati Uniti situato nei pressi di Idaho Falls. Il 3 gennaio 1961 subì una perdita di radiazioni, che causò la morte di tre operai.